# Anni 490
Gli anni 490 sono il decennio che comprende gli anni dal 490 al 499 inclusi.

## Eventi, invenzioni e scoperte

### Europa

#### Regno Franco

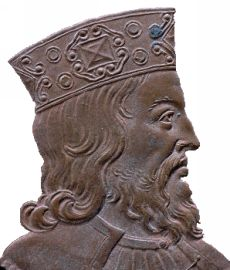
Clodoveo I su una moneta di bronzo

- 493: Clodoveo I dona a Teodorico, re degli ostrogoti, la mano di sua sorella Audofleda.
- 493: Clodoveo I stipula un patto di non aggressione con il Regno dei Burgundi.
- 495: Viene scritta la Legge Salica, il cui nome deriva dai Franchi Salii, una trasposizione scritta di tutte le leggi che fino a quel momento venivano trasmesse oralmente.
- 24 dicembre 496: Clodoveo I si fa battezzare a Reims dal vescovo Remigio, assieme alle sorelle, Landechilde e Audofleda, convertendo se stesso e tutto il suo popolo al cristianesimo cattolico. I Franchi furono l'unico tra tutti i popoli germanici a non convertirsi all'arianesimo, considerato dalla chiesa di Roma e dall'Impero romano d'Oriente un'eresia.

#### Regno di Odoacre (Diocesi d'Italia)

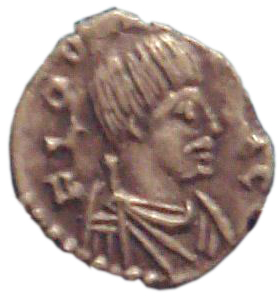
Odoacre, ritratto su una moneta coniata nel 477 a Ravenna

- 492: Gli ostrogoti conquistano Rimini, togliendo a Ravenna il suo principale rifornimento di risorse.
- 15 luglio 492: Odoacre sconfigge gli ostrogoti a Pineta Classe, costringendoli a fuggire. Teodorico però decise di formare una seconda linea, e Odoacre non ebbe altra scelta che indietreggiare. Ormai Odoacre e il suo esercito si ritrovavano rinchiusi a Ravenna, circondati dal nemico.
- 5 marzo 493: Teodorico stipula un trattato di pace con Odoacre, secondo il quale i due avrebbero regnato insieme sull'Italia.
- 15 maggio 493: Teodorico invita Odoacre a banchettare con lui a Ravenna. Tuttavia, il re ostrogoto uccise Odoacre, colpendolo alla clavicola con la sua spada. Questo evento segna la fine del Regno di Odoacre e l'inizio del Regno Ostrogoto.

#### Regno Ostrogoto
- 493: Con la morte di Odoacre e la totale presa del potere in Italia da parte di Teodorico nasce il Regno Ostrogoto.

#### Regno dei Burgundi
- 490: Gundobado offre aiuto agli ostrogoti in Liguria, sconfiggendo Odoacre.

#### Impero romano d'Oriente
- 9 aprile 491: Zenone si spegne di vecchiaia (probabilmente in seguito ad un attacco di epilessia) nel suo palazzo a Costantinopoli. Non essendoci eredi rimasti in vita, sua moglie, Ariadne, scelse un membro di fiducia della corte imperiale, Anastasio, per succedergli sul trono imperiale. Anastasio I diventa imperatore.
- 492: Longino, fratello di Zenone, contesta la decisione di Ariadne e si oppone alla salita al trono di Anastasio I. Con la sua ribellione, in Isauria, inizia la Guerra Isaurica.
- 497: Il generale Giovanni Scita uccide gli ultimi comandanti isaurici.
- 498: Longino viene sconfitto, catturato e consegnato all'imperatore Anastasio I, che lo fece marciare in catene per tutta Costantinopoli, mentre veniva deriso e ricoperto di sputi, fino a raggiungere il Circo, dove venne costretto ad inginocchiarsi e a riconoscere l'autorità imperiale.

#### Regno dei Visigoti
- 496: Alarico II si scontra con i Franchi, perché favorevole all'arianesimo.

#### Wessex
- 495: Il futuro Re del Wessex Cerdic dei Gewisse giunse nell'Hampshire.

### Altro

#### Religione
- 492: Morte di Papa Felice III. Diventa papa Gelasio I.
- 496: Morte di Papa Gelasio I. Diventa papa Anastasio II.
- 498: Morte di Papa Anastasio II. Diventa papa Simmaco.

## Personaggi
- Anastasio I, imperatore bizantino (dal 491)
- Eufemio, patriarca di Costantinopoli (490-496)
- Teodorico il Grande, re d'Italia (dal 493)
- Zenone, imperatore bizantino (fino al 491)
- Clodoveo I, re dei franchi